# Commerce de détail
Pour les articles homonymes, voir Détail (homonymie).
 (février 2014).
Si vous disposez d'ouvrages ou d'articles de référence ou si vous connaissez des sites web de qualité traitant du thème abordé ici, merci de compléter l'article en donnant les références utiles à sa vérifiabilité et en les liant à la section « Notes et références ».
Le commerce de détail est le maillon final de la chaîne de distribution. Il se distingue ainsi du commerce en gros. L'activité est double :
- achat des produits auprès d'un fournisseur, d'un producteur ou d'un importateur, soit directement ou par l'intermédiaire d'un semi-grossiste ;
- revente de la marchandise à l'unité ou par petite quantité à un client dans un magasin, une boutique ou par correspondance à l'aide d'un catalogue ou d'un site Internet.

## Types de détaillants
Le sociologue Erving Goffman, dans son livre La Mise en scène de la vie quotidienne, s'appuie de nombreux exemples des tromperies des commerçants américains pour réussir leurs ventes, au milieu du 20e siècle, pour décrire la façon dont nous jouons des rôles sociaux. Par exemple un groupe de vendeurs, de vendeuses, complices, va convenir d'un code secret pour échanger des informations sans que la cliente le sache. Cela peut être de faire croire qu'une chaussure est à la bonne taille alors qu'elle ne l'est pas, faire croire qu'un vendeur est directeur pour donner plus d'importance à la transaction, cela peut aussi être d'envoyer discrètement un signal à un autre vendeur pour lui dire qu'il gène la vente et doit s'en aller. Cela arrive, également, si un client entre par accident dans une arrière boutique, ou la cuisine d'un restaurant : alors, une vendeuse, d'un ton badin, dira une phrase anodine qui, en fait, avertira tout le monde qu'il faut se comporter en conformité avec ce que le client imagine même dans l'arrière boutique.

### Commerces de proximité

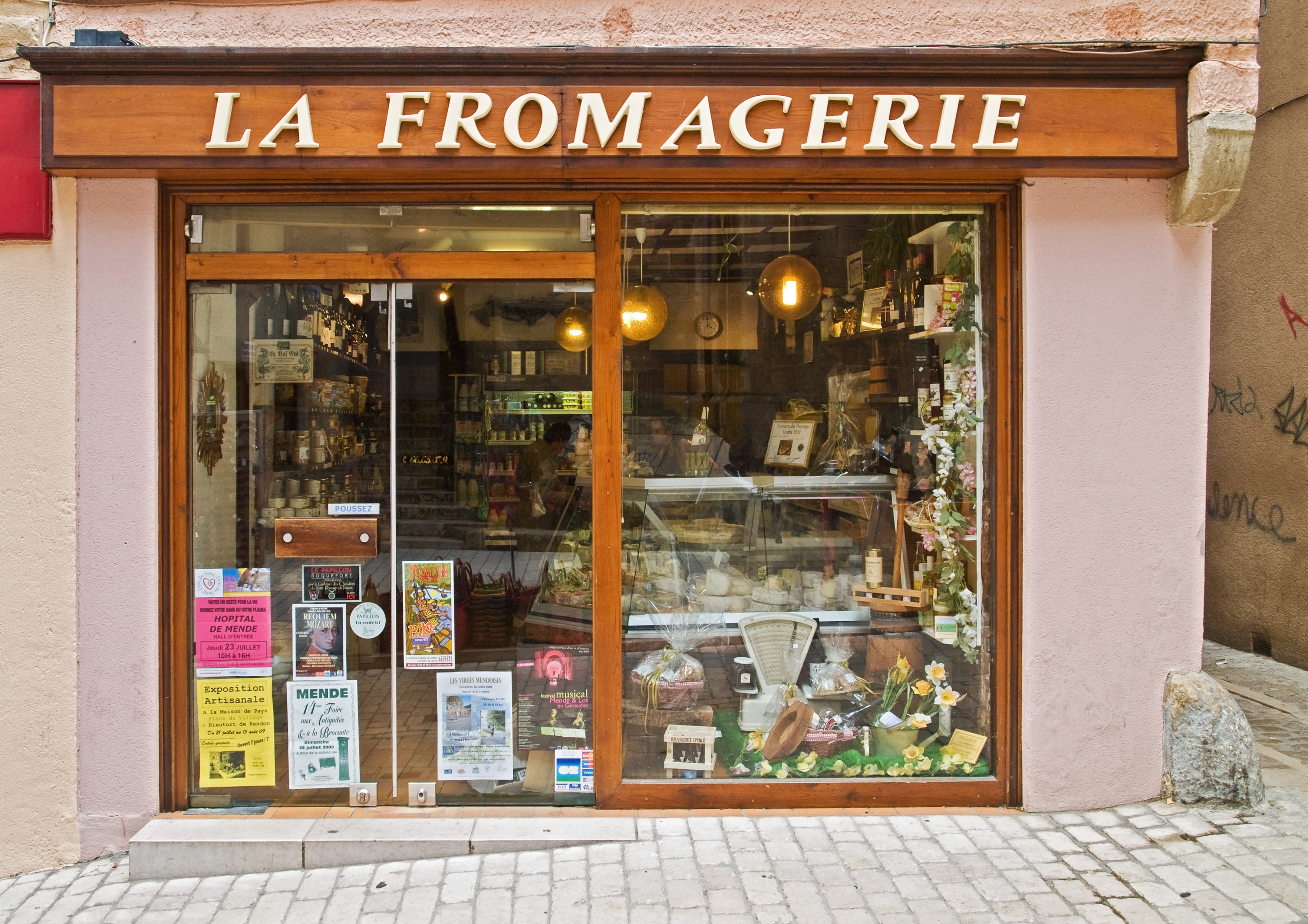
Détaillant spécialisé dans la vente de fromages.

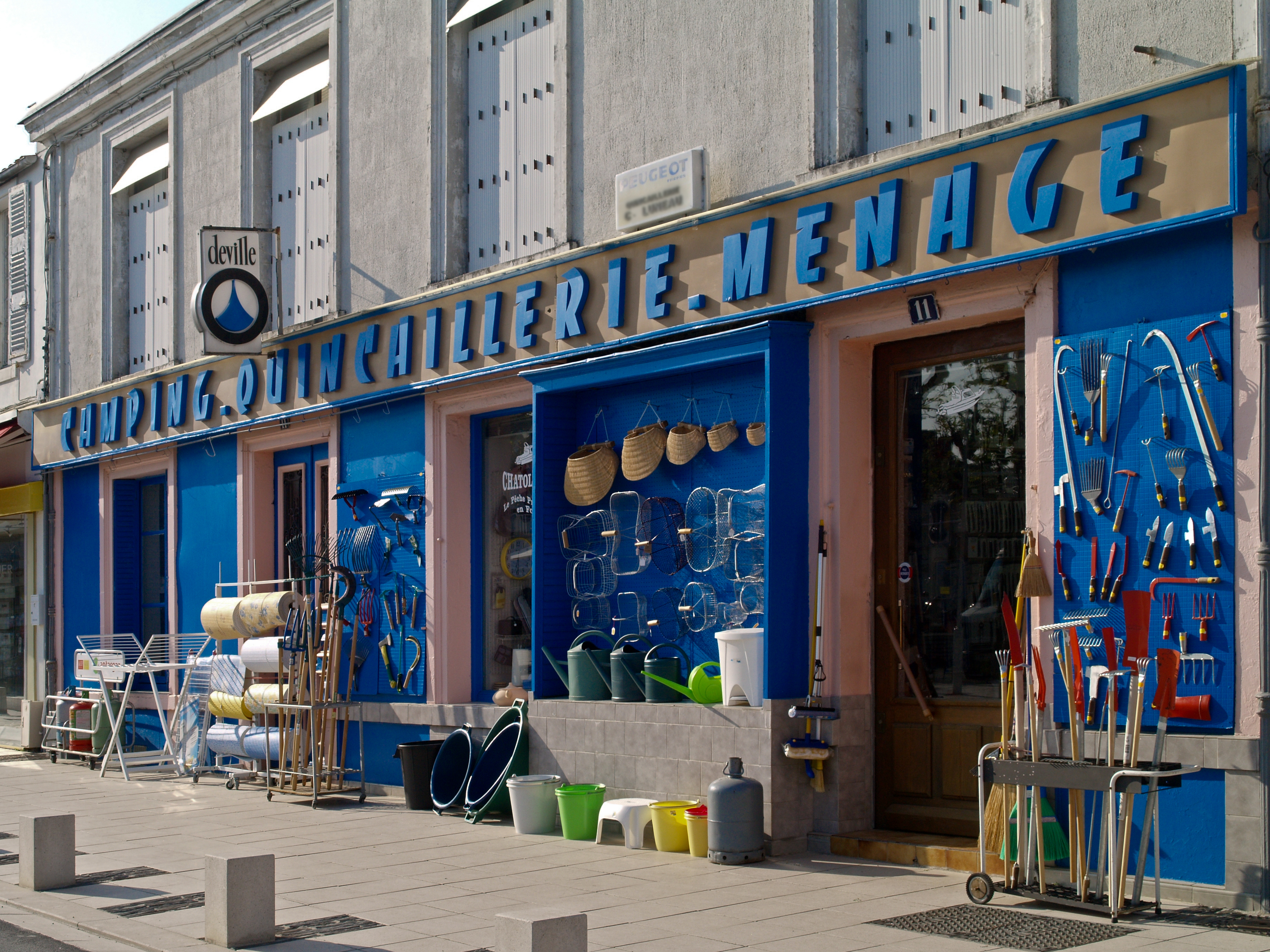
Quincaillerie.

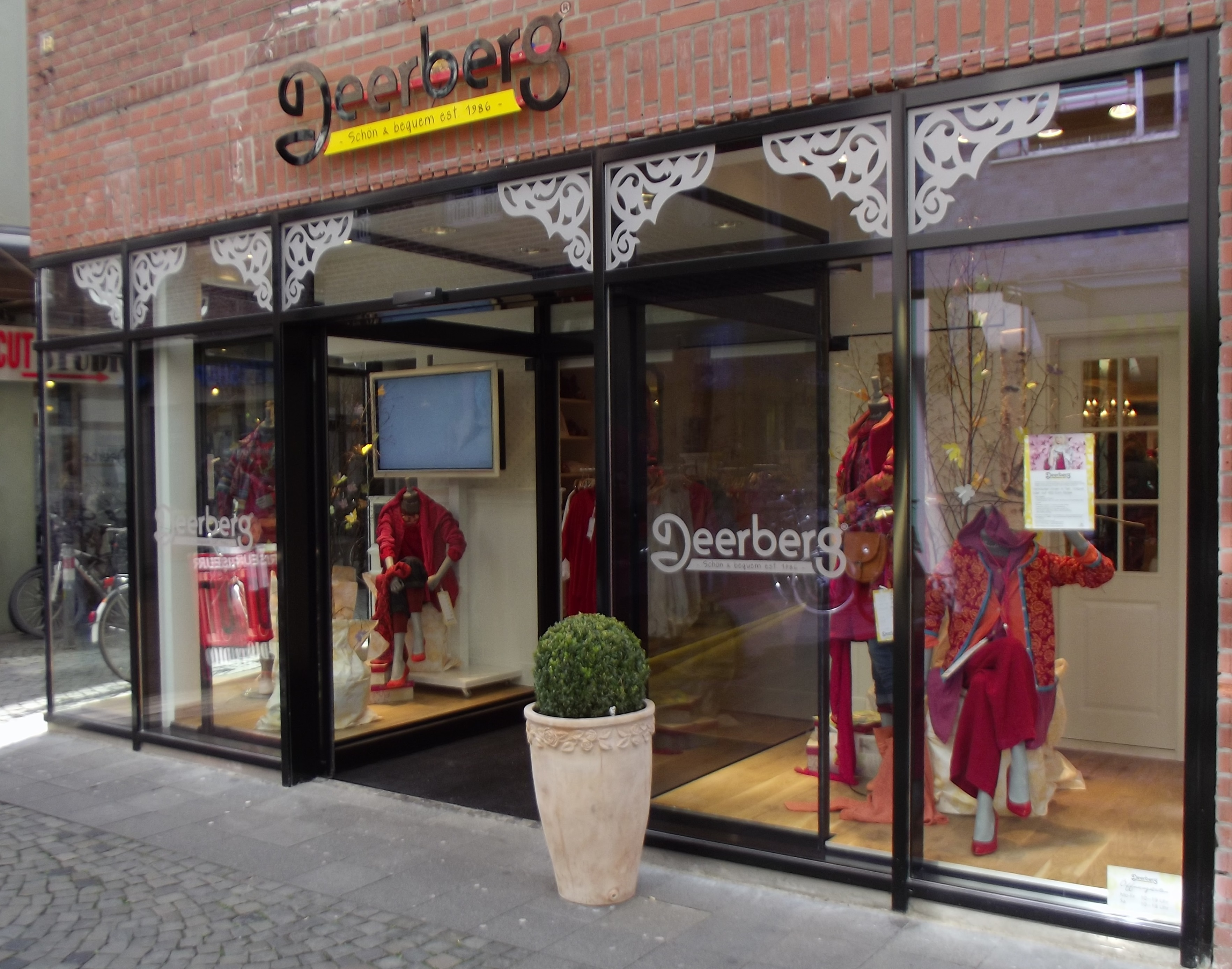
« Boutique » en Allemagne.

La raison d'être du commerce de proximité est d'offrir des produits et/ou des services à un ensemble de clients dans une relation de proximité géographique. Proximité illustrée par la notion de zone de chalandise.

#### Commerce lié à la production artisanale
Il correspond à la vente de produits, spécialités et services liés à ces mêmes spécialités.
Ce type de commerce est également appelé « artisanal » ou « professionnel »[réf. nécessaire]: il ne vend que les produits maîtrisés du fait de la fabrication, de la préparation, de la conservation et/ou de la compétence professionnelle qu'il représente : boulangerie, pâtisserie, boucherie, fromagerie, fleuriste, etc.

#### Commerce forain
Cette forme de commerce est pratiquée par un intermédiaire commerçant non sédentaire, payant un droit de place, pour revendre des produits à un marché ou une foire. À ciel ouvert, dans les rues ou les places, ou dans des halles prévues à cet effet, les marchés et les foires ont lieu au cœur des bourgs et des villes.

#### Commerce ambulant
Forme de commerce souvent pratiquée dans les zones rurales : le commerçant se déplace en véhicule selon des tournées plus ou moins régulières pour proposer ses produits dans divers espaces publics, souvent au plus près du domicile de ses clients. L'éventail des produits proposés étant en général restreint. Le commerce forain, les food-trucks sont des exemples de commerce ambulants.
Il ne faut pas confondre commerce ambulant et vendeur à domicile.

#### Boutiques et «concept stores»

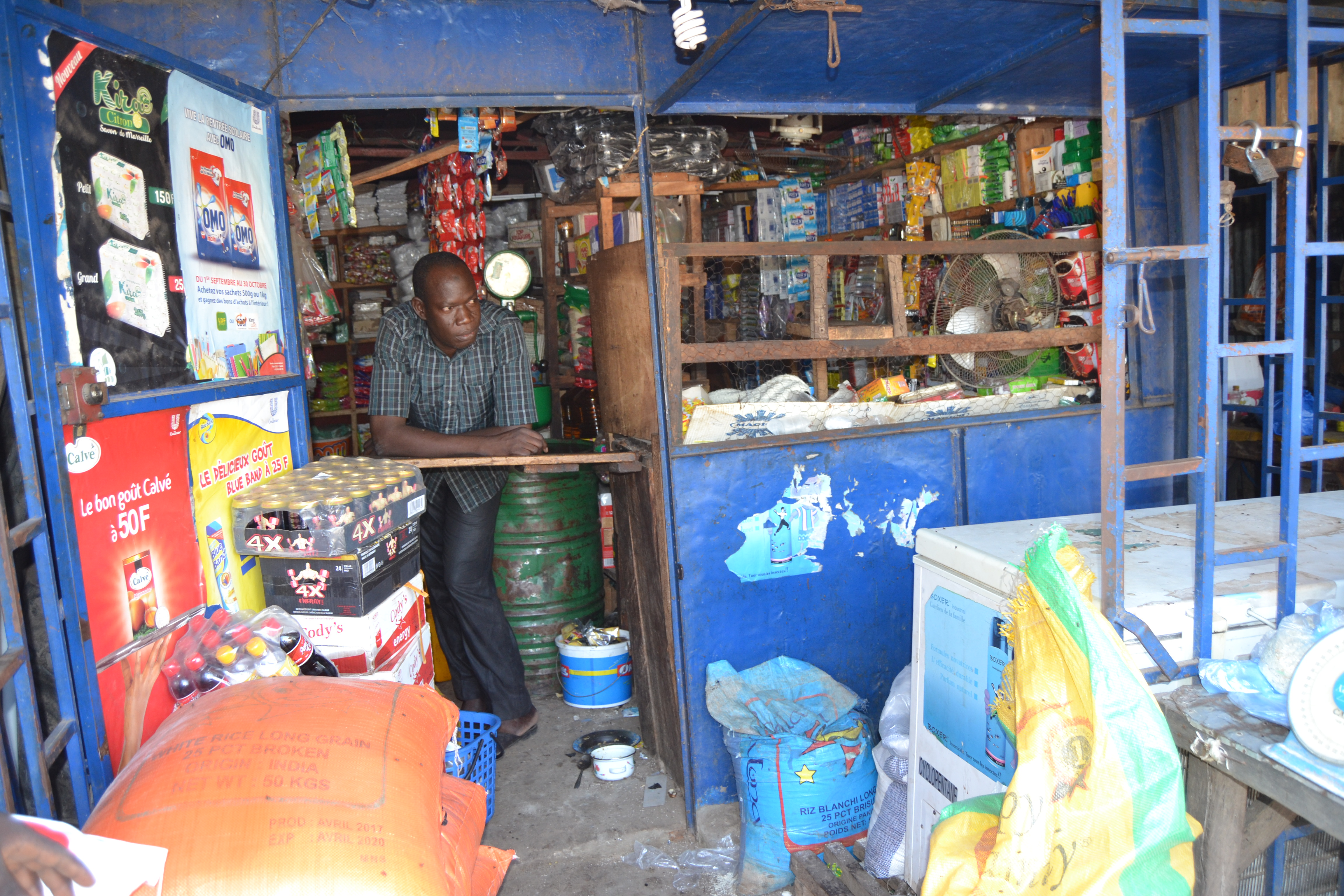
Boutique de quartier, Ferkessédougou (Côte d'Ivoire).

Les boutiques pratiquent une activité traditionnelle d'achat et de revente au détail : prêt-à-porter, merceries, quincailleries. Placées le long des rues des villes ou dans des centres commerciaux, elles proposent au client un assortiment choisi de produits et surtout des prestations de conseil.
Le concept store est une tentative récente (milieu des années 1990) pour renouveler l'offre marchande des boutiques. L'idée générale étant de faire en sorte que la boutique, dans l'esprit du consommateur, soit un point de vente associé à une thématique, plutôt qu'à un rassemblement plus ou moins logique de produits. Cela implique que la boutique soit capable de mettre en scène une offre-produits à travers un style de vie ou une image de marque.

#### Shop
Boutique dans la vente d'articles spécialisés visant une activité (skate) à la différence d'un concept store qui se démarque par le thème (nature, homme moderne). Utilisé par couramment pour Coffee-shop, sex-shop. Le pro-shop est spécialisé dans la vente d'articles (principalement de golf) pour un usage du niveau professionnel, habituellement libre d'accès pour les amateurs avertis, lié à un nombre restreint de marque voir une marque unique. Le shop-in shop est un espace dans un point de vente réservé à une marque. Cet espace peut être parfois autonome et comporter ses propres caisses comme pour les corners des grands magasins.

#### Magasins en libre service et «supérettes»

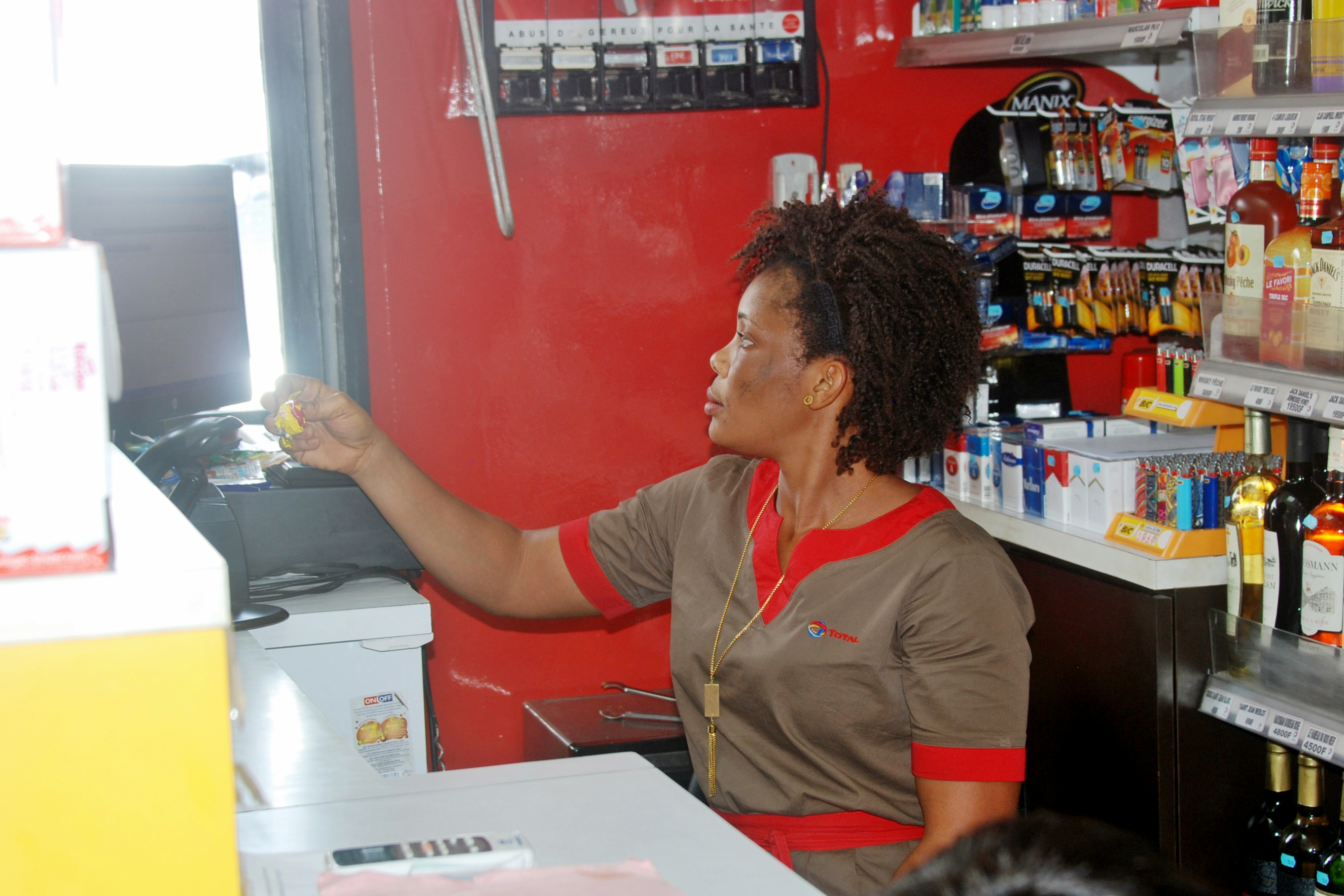
À la caisse d'une supérette à Abidjan (Côte d'Ivoire).

À la différence des formules précédentes, où le service et le conseil au client sont assurés, les magasins en libre service sont des points de vente souvent de petite taille, à dominante alimentaire, où le client choisit directement ses produits, sans assistance d'un vendeur. Il existe maintenant des distributeurs entièrement automatiques pour tous produits (y compris froids). Ceux-ci peuvent être gérés à distance ce qui permet un approvisionnement ciblé (global service innovation).

#### Magasins «premiers prix» ou «discounters»
Il s'agit le plus souvent d'un libre-service alimentaire jouant la carte de la proximité et pratiquant des prix bas. Pour ce faire, les charges du point de vente sont optimisées : personnel réduit, présentation sommaire, assortiment limité (1 000 à 1 500) aux produits de base. Les marques nationales sont peu ou pas présentes. En revanche, les produits sous marques de distributeur ou sans marque sont présentés en bonne place. À ces prix bas peut s'ajouter, en milieu de semaine, la période la moins achalandée, une offre promotionnelle d'une dizaine de produits non alimentaires et à des prix particulièrement attractifs ; cela renforce l'image de compétitivité-prix.

### Grand commerce
Alors que le commerce de proximité repose essentiellement sur une zone de chalandise restreinte, le modèle de gestion du « grand commerce » ne peut trouver son efficacité que par le traitement de volumes importants et la réalisation d'économies d'échelle. Leur zone de chalandise est donc beaucoup plus étendue et la question de leur implantation et de leur accessibilité est fondamentale.

#### Super et hypermarchés
- Liste d'enseignes de la grande distribution

#### Grandes surfaces spécialisées (GSS)
Voir article : Grande surface spécialisée

#### Magasins populaires
Les magasins populaires sont généralement des points de vente de taille moyenne (surface de vente comprise entre 600 et 2 000 m2). Ce sont des magasins généralistes, commercialisant entre 700 et 1 000 références en textile et bazar et 1500 à 4 000 références en alimentaire.
Ils sont caractérisés par un assortiment ample, large et superficiel.
Ils ont une politique de marge basse et sont fréquemment situés en centre-ville.

#### Magasins d'usine
La dénomination de magasin d'usine ne peut être utilisée que par des producteurs qui vendent directement au public la partie de leur production non écoulée dans leur circuit de distribution ou faisant l'objet de retour. Ces ventes directes concernent exclusivement les productions de la saison antérieure de commercialisation, justifiant ainsi une vente à prix minoré.

### Distribution sans surface de vente
Ce type de distribution n'est pas nouveau : les origines de la vente par correspondance remontent à près d'un siècle… Mais la formule connait un renouveau sans précédent du fait de l'irruption des nouvelles technologies de l'information et de la communication NTIC.

#### Vente par correspondance
La vente par correspondance (ou VPC) est un mode de vente où l'acheteur et le vendeur ne se rencontrent pas. L'ensemble de la transaction (offre produit, commande et paiement) se fait à distance.
L'offre produit est réalisée par la mise à disposition d'un catalogue écrit ou figurant sur un site internet.
La commande est faite avec intervention d'un vendeur à distance (télévente) ou par des moyens directs (bon de commande écrit, internet…).
L'acheteur se fait livrer son achat à domicile ou va le chercher dans un relais proche de chez lui.

#### Drive
Un drive est un magasin de détail sans surface de vente. Ce type de distribution connait un essor spectaculaire pour avoir franchi la barre des 1.000 implantations en France durant l'année 2012 .
Ce concept consiste à charger ses courses dans le coffre de sa voiture, généralement après avoir passé préalablement une commande par internet à un site approprié.
Plusieurs formules coexistent : Le Drive Solo, le drive adossé, le drive « picking » magasin.

#### Commerce en ligne
Le commerce en ligne (appelé aussi commerce électronique ou vente en ligne) est l'échange de biens et de services via les réseaux informatiques, notamment Internet.
L'expression cybermarché correspond à une formule offrant en ligne sur le web l'assortiment d'un supermarché et les fonctionnalités utiles pour passer commande et se faire livrer à domicile des produits de consommation courante.

### Distributeur automatique
Un distributeur automatique (au Québec machine distributrice) est une machine qui permet d'obtenir des produits ou services, sans intervention humaine (en libre-service), grâce aux techniques d'automatisme.